# Les Trois Ménestrels
Les Trois Ménestrels est un groupe vocal français. Il est formé en 1955, et composé durant son existence de Roger Horte, Raymond de Rycker (17 mars 1929 – 7 septembre 1995) et Jean-Louis Fenoglio (7 février 1925 – 8 janvier 1976) ; rapidement Roger Horte, pour des raisons familiales, est remplacé par Maria Sandrini (22 novembre 1927 – 19 juin 2019). Le groupe se sépare en 1976 après le décès de Fenoglio.

## Biographie
Le trio commence sa carrière en chantant à Lyon, puis à Paris pour les touristes et s'est rapidement fait remarquer par Jacques Canetti, qui a pris l'initiative de le présenter sur la scène des Trois Baudets.
Les Trois Ménestrels ont eu une grande notoriété dans les années 1960. L'une des particularités essentielles de ce groupe a consisté à ne pas proposer de simples récitals, mais des spectacles témoignant d'une véritable approche théâtrale. Ils ont notamment joué à l'Échelle de Jacob, à Bobino. Ils ont sorti plusieurs albums, EP et singles jusqu'en 1973, reprenant parfois des morceaux d'Alain Barrière, Guy Béart, Gilbert Bécaud, Jacques Brel, Jean Ferrat, Léo Ferré ou de Pierre Louki.
En 1976, Jean-Louis Fenoglio est assassiné dans sa maison de Gambais par leur régisseur, qui était aussi son compagnon. À la suite de ce décès, le groupe décide de se séparer cette même année. Il est inhumé au cimetière du Père-Lachaise (61e division).

## Discographie

### Albums studio
- 1960 : Il n'y a plus d'après (Fontana)
- 1962 : Les Trois Ménestrels
- 1967 : Douce France (RCA Victor)
- 1967 : Les 3 Ménestrels au Québec
- 1968 : Les 3 Ménestrels à Bobino (Fontana)
- 1969 : Le Tango des employés de bureau (Fontana)

### Singles et EP
- 1956 : Ballade de Davy Crockett (Single Philips)
- 1958 : Le Bateau blanc (EP)
- 1959 : L'Homme du monde (EP)
- 1960 : À la Bastille (EP)
- 1960 : Les Rois fainéants (EP)
- 1961 : Quand tu n'es pas là (EP)
- 1967 : Ils reviendront (single, sur deux compilations Sonoflash - Mai 1967 et Sono Flash n°5 (RCA Victor)